# هاتسنپورت
هاتسنپورت (به آلمانی: Hatzenport) یک شهر در آلمان است که در ماین-کبلنتس واقع شده‌است. هاتسنپورت ۶۹۲ نفر جمعیت دارد.